# Donaceus nigronotatus
Donaceus nigronotatus är en tvåvingeart som beskrevs av Cresson 1943. Donaceus nigronotatus ingår i släktet Donaceus och familjen vattenflugor. Inga underarter finns listade i Catalogue of Life.